# Горноджумайско македоно-одринско опълченско дружество
Горноджумайското македоно-одринско опълченско дружество е ветеранска организация на бивши участници в Македоно-одринското опълчение, съществувала в Горна Джумая, България от 1934 до 1952 година.

## История
Дружеството е създадено на 5 юни 1934 година от 170 членове, живеещи в Горна Джумая и Горноджумайско, но е утвърдено едва през 1943 г. със заповед № 139 на Министерството на вътрешните работи и народното здраве. Има за цел подпомагане на четниците на ВМОРО и ВМОК, на участниците в Илинденско-Преображенското въстание, на македоно-одринските опълченци от 1912 – 1913 година и техните семейства. Членува в Съюза на македоно-одринските опълченски дружества в България. Дружеството се бори да осигурява народни пенсии, безплатно лечение, увеличаване на хранителните дажби, издаване на разрешителни за занаятчийска работа на своите членове.
Сред главните дейци и ръководители на дружеството са Борис Проевски, Андон Кьосев, Георги Чавеев, Георги Танчев.
След 9 септември 1944 година дружеството е закрито, но през 1947 година е възстановено. През 1952 година дружеството е влято в Доброволната организация за съдействие на отбраната. Архивите на дружеството се съхраняват в ДА „Архиви“ - Благоевград (фондове 314К и 757).

## Неизползвана литература
- Ангелова, М. „Държавата да се погрижи повечко за ония, които драговолно поднесоха телата си пред олтара на отечеството“ (Доброволците ветерани и санкционираните “заслуги” - Македоно-Одринското опълченско дружество в Горна Джумая, 1934-1952г.) – В: Рицари и миротворци на Балканите. Походи, преселения и поклонничество, Благоевград, 2002, 360-369.